# Ла-Пуебла-де-Альморадьєль
Ла-Пуебла-де-Альморадьєль (ісп. La Puebla de Almoradiel) — муніципалітет в Іспанії, у складі автономної спільноти Кастилія-Ла-Манча, у провінції Толедо. Населення — 6122 особи (2010).
Муніципалітет розташований на відстані близько 100 км на південний схід від Мадрида, 85 км на схід від Толедо.

## Демографія
Динаміка населення (INE ):

## Галерея зображень

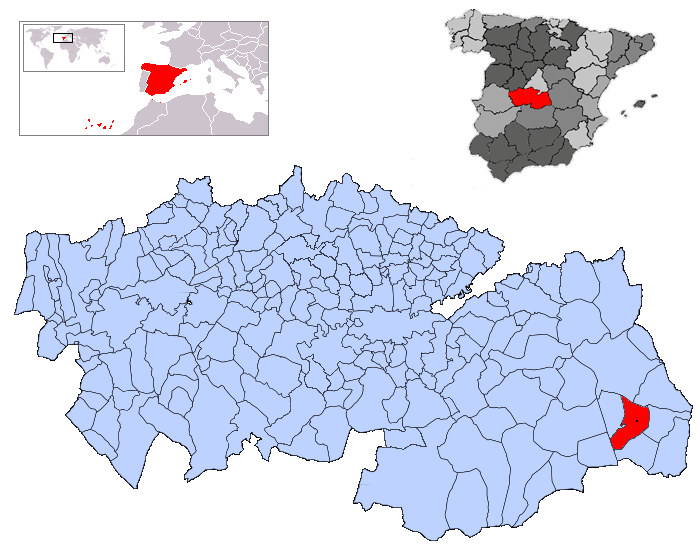
Розташування муніципалітету у провінції Толедо